# 秋月トンネル (広島県)
秋月トンネル（、英称:Akizuki tunnel）は、広島県江田島市江田島町秋月に存在する道路トンネルである。

## 概要
- 同トンネルの終点付近にある秋月地区には在日米軍秋月弾薬庫があり、約90年にわたり同弾薬庫の危機感及び交通の不便さをその集落の住民が抱いていた[1]。
- 1971年（昭和46年） 4月26日に在日米軍秋月弾薬庫で爆発事故が発生したことにより、江田島町秋月から同町鷲部の区間を全額国費でトンネル掘削するよう当時の町長及び町議長が呉防衛施設局局長に陳情したことから同トンネルを建設することに至った[1]。

## 歴史

### 開通以前
- 1971年（昭和46年）
  - 4月26日 - 在日米軍秋月弾薬庫で爆発事故が発生 [注 1]。
- 1974年（昭和49年）
  - 9月19日 - 防衛施設庁の技官がトンネル掘削に関して現地を視察。[3]。
- 1978年（昭和53年）
  - 12月1日 - 本工事の入札を実施[注 2]
- 1979年（昭和54年）
  - 2月1日 - 秋月トンネルの起工式を挙行[3]。
- 1980年（昭和55年）
  - 2月26日 - 同トンネルの貫通式を挙行[3]。

### 開通以後
- 1981年（昭和56年）
  - 10月1日 - 同トンネルの開通式を挙行し、同日正午をもって供用開始[3]。
- 1996年（平成8年）
  - 4月25日 - 同トンネルの区間が広島県道298号鷲部小用線に昇格[4]。
- 2006年（平成18年）
  - 4月 - 同トンネルで江田島市立江田島小学校から秋月の区間においてスクールバスの運行を開始[注 3]。
- 2008年（平成20年）
  - 4月1日 - 同トンネルで江田島バスが路線バスの運行を開始[注 4]。